# Yemi Osinbajo
Oluyemi Oluleke Osinbajo, dit Yemi Osinbajo, né le 8 mars 1957, est un homme d'État nigérian, vice-président de la République du 29 mai 2015 au 29 mai 2023. Il est professeur de droit et avocat de droit commercial. Il est réélu vice président en 2019.

## Biographie
Yemi Osinbajo est né le 8 mars 1957 à Lagos, au Nigeria. Il commence ses études en droit en 1979. En 1981, il se voit décerner un diplôme universitaire en droit après avoir fréquenté la London School of Economics. En 1989, il épouse Dolapo Soyode, petite-fille d'Obafemi Awolowo, Premier ministre de la région Ouest de 1954 à 1960 et considéré comme l'un des « pères fondateurs » du Nigeria indépendant.
Il a été pasteur au sein de l’Église chrétienne de Dieu rachetée, la plus puissante des Églises du Nigeria. Il a égalent été avocat en droit des affaires et professeur de droit. 
En 1999, le gouverneur Bola Tinubu dont il est très proche, le nomme ministre de la Justice et procureur général de l'État de Lagos. Osinbajo reste à ce poste de 1999 à 2007. Osinbajo est longtemps conseiller personnel de Tinubu. Membre de la coalition d'opposition All Progressives Congress (APC) dès sa fondation en 2013, il participe à la rédaction de son programme (Roadmap to a New Nigeria). Le 17 décembre 2014, Muhammadu Buhari annonce qu'il le choisit comme compléter le « ticket » présidentiel de l'APC en vue de l'élection de 2015. Leur victoire est confirmée par la commission électorale indépendante le 31 mars 2015 et Yemi Osinbajo prête serment comme vice-président de la République  le 29 mai suivant. Ce professeur, chrétien évangélique de la région du Sud du Nigéria, appartient à l'ethnie Yoruba. 
Du 19 janvier au 13 mars 2017, il assure l'intérim de la présidence de la République en raison de l'état de santé du président Muhammadu Buhari. Il assure à nouveau l'intérim à compter du 7 mai 2017 après l'hospitalisation du président Buhari à Londres. Buhari reprend ses fonctions le 19 août.
Le 2 février 2019, il survit à un accident d'hélicoptère. Il est réélu vice président en 2019.
En avril 2022, Osinbajo annonce sa volonté d'être candidat à l'élection présidentielle de 2023. Parmi les autres candidats à l'investiture de l'APC, se trouve Bola Tinubu. Tinubu remporte l'investiture de l'APC en juin 2022.